# Sammy Davis
Sydney Charles Houghton „Sammy” Davis (ur. 9 stycznia 1887 w Londynie, zm. 9 stycznia 1981 w Guildford) – brytyjski kierowca wyścigowy i dziennikarz. Żołnierz Royal Naval Air Service w czasie I wojny światowej oraz Royal Electrical and Mechanical Engineers podczas II wojny światowej.

## Kariera wyścigowa
W wyścigach samochodowych Davis startował głównie w wyścigach samochodów sportowych. W latach 1925-1928, 1930, 1933 Brytyjczyk pojawiał się w stawce 24-godzinnego wyścigu Le Mans. Już w pierwszym sezonie startów odniósł zwycięstwo w klasie 3 oraz stanął na drugim stopniu podium w klasyfikacji generalnej. Rok później w klasyfikacji kierowców był osiemnasty, a w swojej klasie drugi. Największy sukces przyszedł w 1927 roku, kiedy to ponownie wygrał klasę 3, lecz teraz było to równoznaczne ze zwycięstwem w całym wyścigu. Po tym sukcesie Davis zmienił swojego Bentleya na Alvis, startując w klasie 1.5. Stanął wówczas na drugim stopniu podium w swojej klasie, a w klasyfikacji generalnej uplasował się na dziewiątym miejscu. Do Le Mans powrócił w 1930, kiedy jednak nie zdołał osiągnąć linii mety. W ostatnim swoim wyścigu w sezonie 1933 Brytyjczyk w Astonie Martinie ukończył wyścig na drugim miejscu w klasie 1.5.
Pochowany został na Brookwood Cemetery w hrabstwie Surrey.